# Joseph Müller (Priester)

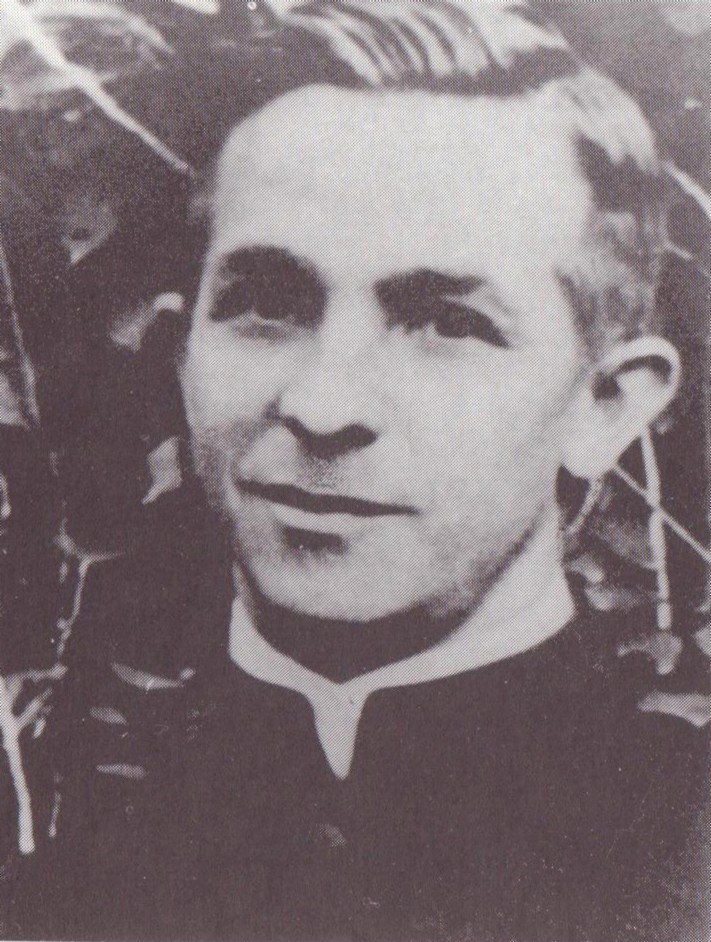
Joseph Müller

Joseph Müller (* 19. August 1894 in Salmünster in Hessen; † 11. September 1944 in Brandenburg an der Havel) war ein deutscher katholischer Priester, Seelsorger und entschiedener Kritiker des Nationalsozialismus. Wegen eines politischen Witzes wurde er 1944 durch den Volksgerichtshof in Berlin zum Tode verurteilt. Er wurde im Zuchthaus Brandenburg-Görden hingerichtet.
Joseph Müller gilt als christlicher Märtyrer des 20. Jahrhunderts.

## Leben
Joseph Müller war das jüngste der sieben Kinder des Salmünsterer Kantors und Lehrers Damian Müller und seiner Ehefrau Augusta. Er besuchte das Gymnasium und legte das Abitur ab. Als Freiwilliger nahm er am Ersten Weltkrieg teil und zog sich an der Front eine schwere Verwundung zu. Im Februar 1919 entschloss sich Joseph Müller – wie zwei seiner Brüder – katholischer Priester zu werden. Da es damals in seinem Heimatbistum Fulda mehr Priesteramtsbewerber als freie Seelsorgerstellen gab, bewarb er sich gemeinsam mit seinem Bruder Oskar Müller beim Bistum Hildesheim, das wegen der Diasporasituation der dortigen Katholiken einen erhöhten Priesterbedarf hatte.

### Stationen des Studiums, der Ausbildung und der Seelsorge
Sein Theologiestudium absolvierte Joseph Müller an der Westfälischen Wilhelms-Universität in Münster. Ab dem 1. März 1921 war er Seminarist im Hildesheimer Priesterseminar. Am 11. März 1922 empfingen er und sein Bruder im Hildesheimer Dom durch den dortigen Diözesanbischof Joseph Ernst die Priesterweihe. Anschließend begann Joseph Müller seine seelsorgerische Arbeit als Kaplan in Duderstadt. Da er den Wunsch hatte, als Ordenspriester zu leben, trat er im April 1924 in das Franziskaner-Kloster Frauenberg in Fulda ein; jedoch musste er wegen seiner schwachen Gesundheit bereits im Herbst 1924 den Orden wieder verlassen. Daraufhin kehrte er als Diözesanpriester in das Bistum Hildesheim zurück und übernahm Kaplanstellen in Gehrden (bei Hannover), Hann. Münden, Celle und Wolfenbüttel. Im Mai 1925 wurde er Kaplan in Blumenthal bei Bremen. Ab August 1926 war er Kaplan in Wolfenbüttel. 1931 übernahm er seine erste Stelle als Pfarrer in der Pfarrgemeinde St. Benno, Bad Lauterberg im Harz mit Zuständigkeit auch für die Seelsorge in Sankt Andreasberg und Braunlage. 1934 wurde er Pfarrer in St. Bonifatius in Süpplingen, im Oktober 1937 in St. Peter und Paul in Heiningen. Nach einer schweren Operation wurde Joseph Müller am 1. August 1943 auf eigenen Wunsch zum Pfarrer der kleineren katholischen Pfarrgemeinde St. Cosmas und Damian in Groß Düngen bei Hildesheim ernannt.

### Seelsorgerisches Wirken
Joseph Müller war infolge seiner Kriegsverletzung und chronischer Krankheiten in seiner körperlichen Leistungsfähigkeit erheblich eingeschränkt; dennoch galt er als ein tatkräftiger und mutiger Seelsorger. Er war in seinen jeweiligen Gemeinden als ein aufrüttelnder Prediger des christlichen Glaubens geschätzt, der auch nicht regelmäßige Gottesdienstbesucher mit seinen Argumenten erreichen konnte. In seinen Predigten und bei Gemeindeveranstaltungen während der Weimarer Zeit setzte er sich kritisch mit sozialdemokratischer Politik auseinander und warnte dringend vor dem zunehmenden Aufkommen des Nationalsozialismus.
In seinen jeweiligen Pfarrgemeinden war der Seelsorger auch wegen seiner menschlichen Wärme, die er allen entgegenbrachte, beliebt. Bereits während seiner Zeit als Kaplan hatte er sich in den verschiedenen Pfarrgemeinden ganz besonders der Jugendarbeit gewidmet. Als Pfarrer in Bad Lauterberg veranlasste er die dortige Ordensgemeinschaft der Vinzentinerinnen dazu, einen Teil der Liegehalle ihres Sanatoriums St.-Benno-Stift zu einem Jugendraum umbauen zu lassen. Ein weiterer Schwerpunkt seiner Tätigkeit war die Seelsorge für Handwerksgesellen im Sinne von Adolph Kolping.

### Konflikte mit den Nationalsozialisten
Nach der Machtübernahme der Nationalsozialisten war Joseph Müller als Pfarrer den immer stärker werdenden Repressionen gegen die katholische Kirche ausgesetzt; er rückte aber nicht von seiner bisherigen Linie ab. Insbesondere die Jugend wollte er vor den ideologischen Einflüssen der neuen Machthaber bewahren. Als Pfarrer in Heiningen organisierte er den Widerstand von Familien gegen die Schließung der örtlichen Schule. Wegen seiner Gegnerschaft wurde er ständig von der Gestapo beschattet und von örtlichen Nationalsozialisten angefeindet und bespitzelt. Alle seine Aktivitäten – auch seine Gottesdienste und Predigten – wurden überwacht.

### Verhaftung, Verurteilung und Hinrichtung
Kurze Zeit nachdem er sein Amt als Pfarrer in Groß Düngen angetreten hatte, äußerte Joseph Müller Anfang August 1943 gegenüber dem NSDAP-Ortsgruppenleiter offen seine Besorgnis über die herrschenden politischen Verhältnisse. Als er wenige Tage später bei dessen Vater einen Krankenbesuch machte, erzählte Joseph Müller folgenden politischen Witz: „Ein Verwundeter liegt im Sterben und will wissen, wofür er stirbt. Er lässt die Krankenschwester rufen und sagt ihr: ‚Ich sterbe als Soldat und möchte wissen, für wen ich sterbe.‘ Die Schwester antwortet: ‚Sie sterben für Führer und Volk.‘ Der Soldat fragt dann: ‚Kann dann nicht der Führer an mein Sterbebett kommen?‘ Die Schwester antwortet: ‚Nein, das geht nicht, aber ich bringe Ihnen ein Bild des Führers.‘ Der Soldat bittet dann, dass ihm das Bild zur Rechten gelegt wird. Weiter sagt er dann: ‚Ich gehöre der Luftwaffe an.‘ Da bringt ihm die Schwester das Bild von Reichsmarschall Göring und legt es zur Linken. Daraufhin sagt der Soldat: ‚Jetzt sterbe ich wie Christus.‘“
Das Erzählen dieses Witzes bot Anlass, den missliebigen Priester bei der Polizei anzuzeigen und festnehmen zu lassen. Am 17. August 1943 wurde Müller bei der Hildesheimer Gestapo verhört und erstmals am 6. September 1943 in Haft genommen. Man hielt ihm vor, er habe „Hitler und Göring mit den beiden Schächern verglichen, die an der Seite Jesu gekreuzigt wurden.“ Wegen seiner angeschlagenen Gesundheit wurde er allerdings zunächst wieder freigelassen. Auf Veranlassung der NSDAP-Ortsgruppe von Groß Düngen, die sich an den Volksgerichtshof in Berlin gewandt hatte, erfolgten am 11. Mai 1944 seine erneute Verhaftung und weitere Vernehmungen. Joseph Müller wurde schließlich am 15. Mai 1944 zu weiteren Verhören in das Untersuchungsgefängnis des Volksgerichtshofes nach Berlin-Moabit gebracht. Er weigerte sich standhaft, den Namen desjenigen zu nennen, der ihm den Witz erzählt hatte.
Joseph Müller war sich seiner Lage sehr wohl bewusst, und er wollte sich ihr mutig stellen. Aus der Haft schrieb er seinem Bischof: „Ich kann jetzt vorerst nicht mehr seelsorglich arbeiten, aber ich werde nun mit Christus den Weg gehen, der auch seelsorglich wertvoll ist, den des Leidens und des Betens. Noch kenne ich meinen Weg nicht, den Gott mich in Zukunft führen will, aber ganz gleich, wie und wo das sein wird, er wird keine Jammergestalt antreffen. Aber auch ich brauche vor allen Dingen den Beistand von oben. Er bleibt – und das weiß ich – mir nicht aus.“ Seine Brüder und sein Diözesanbischof Joseph Godehard Machens, die Joseph Müller nur zwei Wochen später im Gefängnis besuchten, berichteten, dass sie ihn dort als einen „armen Untersuchungshäftling in geflickter Gefängniskleidung, in einem seelisch gebrochenen, zermürbt aufgelösten Zustande“ angetroffen hatten.
Am 28. Juli 1944 wurde Joseph Müller vor dem Volksgerichtshof der Schauprozess gemacht. Der Volksgerichtshofspräsident Roland Freisler warf Joseph Müller vor, er habe als Jugendseelsorger die Arbeit der Staatsjugend erschwert oder vereitelt. Es sei Hochverrat, Sabotage und Untergrabung der Staatsautorität, wenn ein „Pfaffe“ die Jugend dem Führer entfremde. Joseph Müller wurde „wegen Wehrkraftzersetzung“ gemäß § 5 der damals geltenden Kriegssonderstrafrechtsverordnung zum Tode verurteilt. Entlastungszeugen aus Groß Düngen waren im Prozess nicht angehört worden. Müller wurde am 11. September 1944 auf dem Schafott im Zuchthaus Brandenburg-Görden hingerichtet.

## Nach seiner Hinrichtung

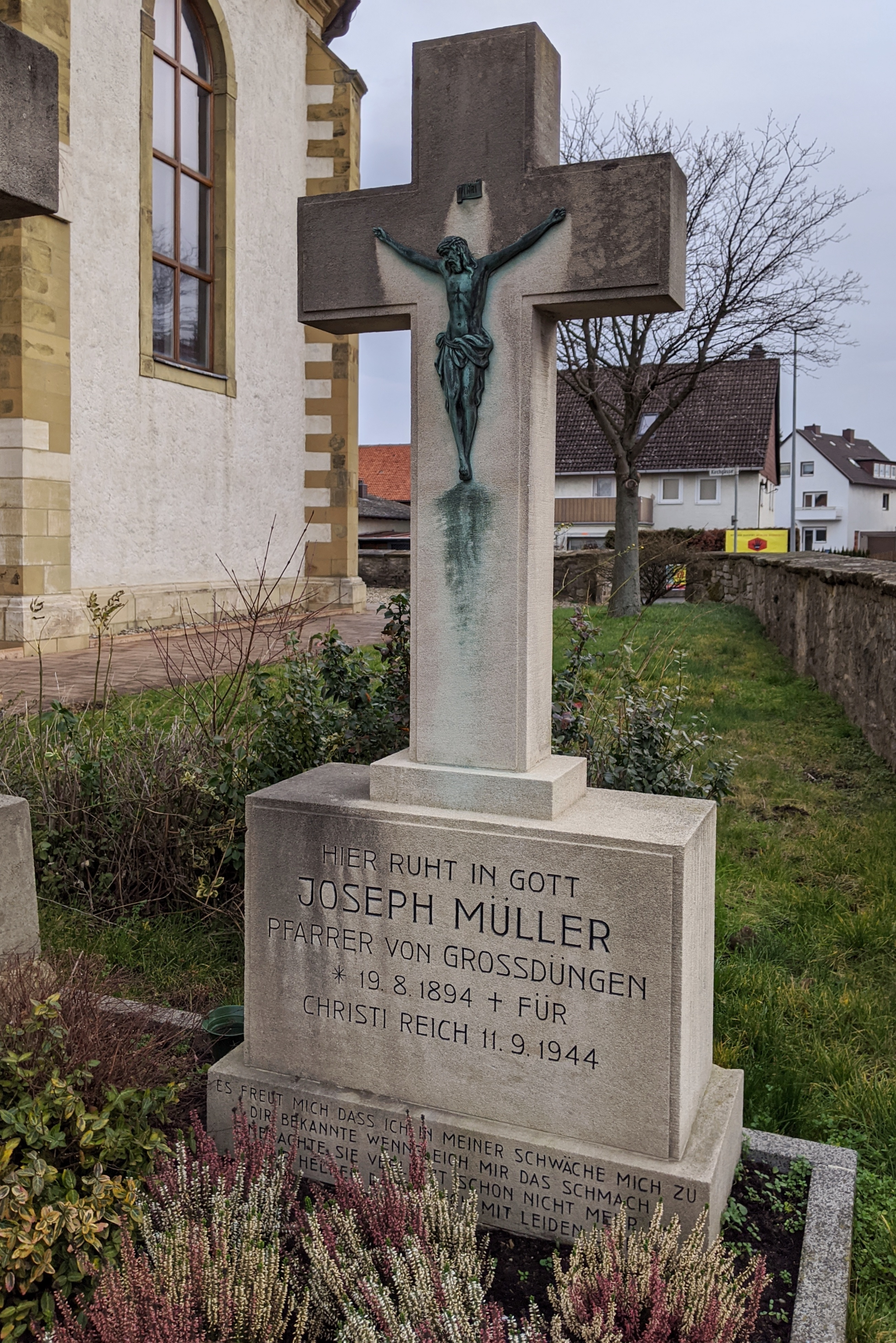
Das Grab von Joseph Müller in Groß Düngen

Entgegen dem örtlichen Brauch war in Groß Düngen das Läuten der Totenglocke für den hingerichteten Ortspfarrer Müller durch die Machthaber untersagt. Wie eine Zeitzeugin in einer ARD-Dokumentation über den Witz im „Dritten Reich“ erzählt, wurde nach Ende der NS-Zeit als erste Handlung im Ort die Glocke geläutet.
Nachdem die Urne mit der Asche von Joseph Müller zunächst auf dem Stadtfriedhof in Brandenburg beigesetzt worden war, konnte sie im November 1945 nach Groß Düngen überführt werden. Dies entsprach einem ausdrücklichen Wunsch des Hingerichteten: „Ich wünsche ausdrücklich, dass ich dort begraben werde, wohin mich meines Bischofs Ruf zuletzt als Priester und Seelsorger bestellt hat. Ruhen möchte ich bis zum Tage meiner Auferstehung unter einem Kreuz mit einem Heiland daran. Das Kreuz war im Leben mein Begleiter. Es soll auch über meiner sterblichen Hülle stehen. Credo in vitam aeternam!“
An dem Todesurteil des Volksgerichtshofes hatte auch der Richter Hans-Joachim Rehse mitgewirkt, der sich 1968 in einem Verfahren vor dem Landgericht Berlin dafür verantworten musste und von den Berliner Richtern vom Vorwurf der Rechtsbeugung freigesprochen wurde. Die Richter prüften im Zuge der Urteilsfindung das angeblich strafwürdige Vergehen Müllers und sechs weiterer, wegen ähnlicher Handlungen zum Tode Verurteilter erneut und wesentlich gründlicher, als Freisler dies in seinen Urteilsbegründungen getan hatte. Sie gelangten zu dem Schluss, die Verurteilung habe dem damals geltenden NS-Recht entsprochen, nur das Strafmaß sei unverhältnismäßig ausgefallen. Erst im Juni 2014 hob die Staatsanwaltschaft Berlin das NS-Urteil in Anwendung des NS-Unrechtsurteileaufhebungsgesetzes auf, nachdem ein Pensionär dies beantragt hatte. An einer Gedenkfeier zu 70. Todestag Müllers nahmen rund 300 Menschen teil.
Müllers Niederschriften und Briefe aus dem Gefängnis nach der Verurteilung vor seiner Hinrichtung werden als eindrucksvolles christliches Zeugnis geschätzt.

## Andenken und Ehrungen

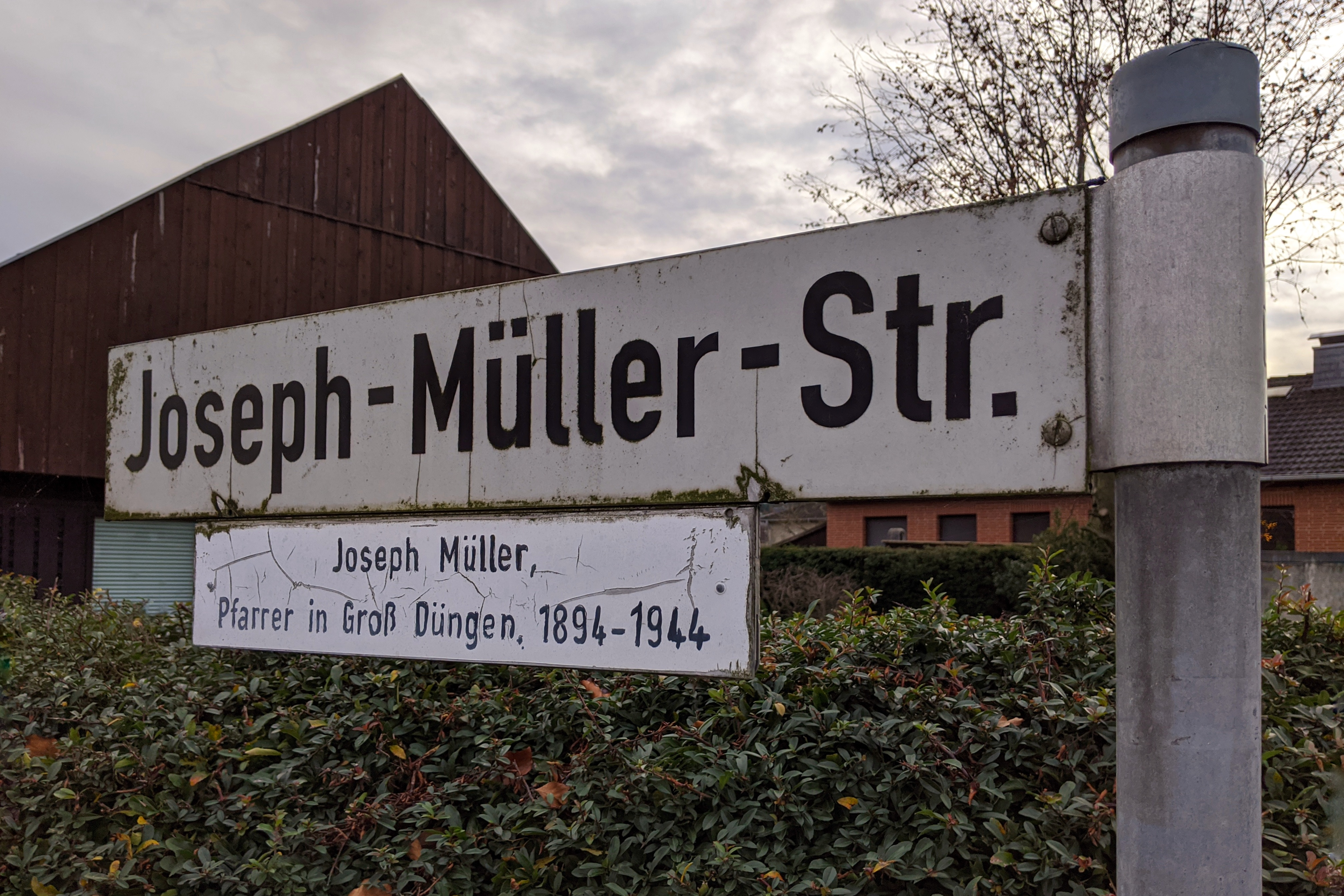
Straßenschild der Joseph-Müller-Straße in Groß Düngen

- Joseph Müller wurde im Jahr 1999 bereits in die erste Auflage des im Auftrag der Deutschen Bischofskonferenz herausgegebenen Deutschen Martyrologiums des 20. Jahrhunderts aufgenommen, ein Sammelwerk mit Lebensbildern von Personen, die wegen ihres Glaubensbekenntnisses einen gewaltsamen Tod erlitten.
- In Groß Düngen, dem Ort der Denunziation von Joseph Müller, erinnert seit Ende der nationalsozialistischen Herrschaft die katholische Pfarrgemeinde jeweils am 11. September um 13 Uhr durch das Läuten der Totenglocke ihrer Kirche an die Hinrichtung ihres früheren Pfarrers. Das Pfarrheim in Groß Düngen trägt seit der letzten Umgestaltung den Namen „Joseph-Müller-Haus“[4]
- Die Stadt Bad Salzdetfurth hat in ihrem Ortsteil Groß Düngen die „Joseph-Müller-Straße“ sowie die „Joseph-Müller-Grundschule“ nach ihm benannt.
- Bad Soden-Salmünster hat die „Joseph-Müller-Straße“ nach dem Sohn ihrer Stadt benannt, und das Pfarrheim in Salmünster trägt ebenfalls seinen Namen. In der katholischen Pfarrkirche von Salmünster befindet sich eine Gedenktafel und jeweils am 11. September um 13 Uhr läuten die Glocken zur Erinnerung an Joseph Müller. Des Weiteren wurde im Jahr 2015 ein Stolperstein für ihn verlegt.
- Die Stadt Hildesheim hat die „Joseph-Müller-Straße“ nach dem Priester und Märtyrer des Bistums Hildesheim benannt.
- In Salzgitter-Thiede, wo Joseph Müller ab 1926 als Kaplan von Wolfenbüttel aus gewirkt hat,[5] wurde das im gleichen Jahr erworbene ehemalige Inspektorenhaus des Kalibergwerks Thiederhall, in dem damals die katholische Kapelle eingerichtet wurde, 1946 in „Joseph-Müller-Haus“ benannt.
- In Bad Lauterberg trägt das Pfarrheim der Katholischen Pfarrgemeinde St. Benno den Namen „Joseph-Müller-Haus“.[6] Ein Gedenkstein im Vorgarten des Pfarrheims erinnert an den früheren Pfarrer der Pfarrei.
- In Tiftlingerode, einem Ortsteil von Duderstadt, wurde die „Kaplan-Müller-Straße“ nach dem früheren Ortskaplan benannt. Auch ein am 11. September 1983 geweihtes Wegekreuz erinnert an sein Wirken.
- In Delligsen trägt das Pfarrheim der Katholischen Kirche St. Joseph seit dem Bau 1958 den Namen Joseph Müllers. Eine Gedenktafel am Eingang erinnert an Müller.